# Caprinia felderi
Caprinia felderi là một loài bướm đêm trong họ Crambidae.